# Emil Jonassen
Emil Jonassen, né le 17 février 1993 à Skien en Norvège, est un footballeur norvégien qui évolue au poste d'arrière gauche avec l'Odds BK.

## Biographie

### En club
Né à Skien en Norvège, Emil Jonassen est formé par le club de l'Odds BK. Il réalise ses débuts avec l'équipe première le 26 septembre 2010, face au Sandefjord Fotball, lors de la saison 2010 du championnat de Norvège. Ce jour-là, il entre en jeu à la place de Torjus Hansén, et son équipe s'impose largement par cinq buts à zéro avec notamment un quadruplé de Torgeir Børven.
Le 8 décembre 2015, est annoncé le transfert d'Emil Jonassen au FK Bodø/Glimt pour la saison à venir. Il joue son premier match sous ses nouvelles couleurs le 13 mars 2016, face au Sogndal Fotball, lors de la première journée de la saison 2016. Titulaire ce jour-là, il se fait remarquer en ouvrant le score, marquant ainsi son premier but pour son premier match, et son équipe s'impose finalement par deux buts à zéro.
En mars 2019, il rejoint le BATE Borisov, mais il n'arrive pas à s'y imposer.
Il effectue ensuite son retour en Norvège, en s'engageant le 12 mars 2020 avec le Stabæk Fotball.

### En équipe nationale
Emil Jonassen joue son premier match avec l'équipe espoirs de Norvège le 21 mars 2013, lors d'un match amical face à l'Espagne. Il entre en jeu en cours de partie lors de cette rencontre où la Norvège s'incline lourdement par cinq buts à deux. Au total, il reçoit six sélections avec les espoirs.